# Pistolet maszynowy SJ-56
Pistolet maszynowy SJ-56 (inne oznaczenia AJ-56) – polski pistolet maszynowy skonstruowany w latach 50. XX wieku.
W połowie lat pięćdziesiątych na Politechnice Warszawskiej stworzono zespół konstrukcyjny kierowany przez doc. inż. Bolesława Jurka. Pierwszą bronią, która powstała w tym zespole był pistolet maszynowy SJ-56. Działał on na zasadzie krótkiego odrzutu lufy (bardzo nietypowy układ w przypadku pistoletu maszynowego). Kształt i sposób współdziałania części pistoletu maszynowego SJ-56 bardzo przypominał przedwojenną konstrukcję Bolesława Jurka – nkm FK wz. 38 model A.
Brak dokumentów dotyczących tej broni nie pozwala stwierdzić jaka była dokładna jej historia. Forma prototypu wskazuje, że była to konstrukcja modelowa, mająca służyć do badania automatyki broni działającej na zasadzie krótkiego odrzutu lufy. W 1956 roku wykonano egzemplarz modelowy pistoletu maszynowego SJ-56 kalibru 7,62 x 25 mm TT. SJ-56 był zasilany z magazynka zapożyczonego od pistoletu maszynowego PPS. Nigdy nie wykonano drugiego prototypu kalibru 9 x 19 mm Parabellum.
Wyniki prób pistoletu maszynowego SJ-56 zostały wykorzystane podczas projektowania lekkiego karabinu maszynowego SJ-57.